# Литература Гондураса
Литература Гондураса (исп. Literatura de Honduras) —  литература на испанском языке, написанная гондурасскими авторами. Зародилась в XVIII веке во время испанской колонизации территории современного Гондураса. Основателями принято считать писателей Франсиско Карраско де Саса и Антонио де Пас-и-Сальгадо. Является одной из важнейших составляющих культуры Гондураса, внёсшей свой вклад в развитие всей латиноамериканской литературы.

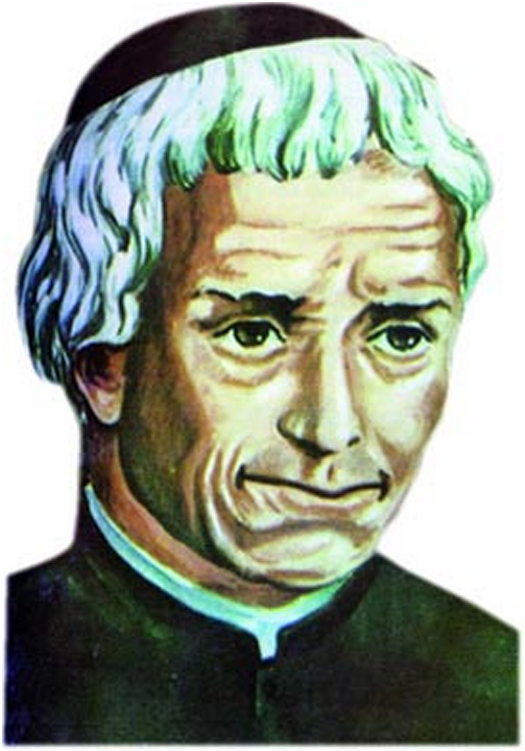
Хосе Тринидад Рейес

## Литература XIX века
До появления государства Гондурас на его территории жил и трудился писатель Хосе Томас де Адалид-и-Хамеро (ум. 1811). Никарагуанец по происхождению, в 1802 году он переехал к жене в Гондурас. В 1806 году им был издан «Иронический буклет для введения в моду» (исп. Cartilla irónica para entrar a la moda), который приобрёл широкую известность среди читателей, но был запрещён католической церковью, как «еретическое и пагубное сочинение».
После конца испанского колониального господства (1821), обретения независимости и появления типографского станка в стране, в литературе Гондураса началась новая эра. Среди писателей того времени главное место принадлежит основателю Гондурасского автономного национального университета, священнику Хосе Тринидаду Рейесу, автору пастурелей. На смену его неоклассицизму в середине XIX века пришла романтическая поэзия вроде Мануэля Молины Вихиля. 

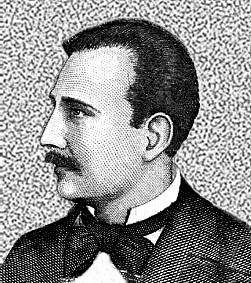
Рамон Роса

Для последующей гондурасской литературы XIX века характерно параллельное развитие и синтез романтизма и модернизма. Одним из видных представителей синтетического направления был Карлос Ф. Гутьеррес (1861—1899), чьи «Ложные камни» (исп. Piedras falsas, 1898) и «Анхелина» (исп. Angelina, 1898) стали первым поэтическим сборником и первым романом, изданными в Гондурасе. В его творчестве представлены темы любви, смерти, безумия, чести, трагической судьбы человека в тесной связи с местным колоритом, культом природы и вкусом к контрастам. Им также был написан рассказ без названия, который считается первым рассказом в истории литературы Гондураса. Другими писателями направления были Марко Аурелио Сото (1846—1908), автор рассказа «Кабаньитас» (исп. Cabañitas) и Рамон Роса (1848—1893), автор истории «Моя учительница схоластика» (исп. Mi maestra escolástica), которая больше связана с жанром мемуаров.

Хуан Рамон Молина

Среди представителей модернистского направления ведущее место принадлежит Фроилану Турсиосу (1874—1943), автору нескольких стихотворений, коротких рассказов и романов, в том числе «Рассказов о любви и смерти», «Вампир» и «Белый призрак»; Хосе Антонио Домингесу (1869—1903), автору ряда сонетов и стихотворений, самым известным из которых является «Гимн к материи»; Хуану Рамону Молине (1875—1908), автору поэтического сборника «Земли, моря и небеса», изданного в 1913 году.

## Женщины в литературе
В конце XIX — начале XX века в Гондурасе впервые были изданы книги, написанные женщиной. Ими стали сочинения Люсилы Хамеро де Медины (1873—1964), опубликовавшей девять романов, среди которых особенную известность приобрели «Амелия Монтиэль» (1892), «Адриана и Маргарита» (1893) и «Бланка Ольмедо» (1908).  

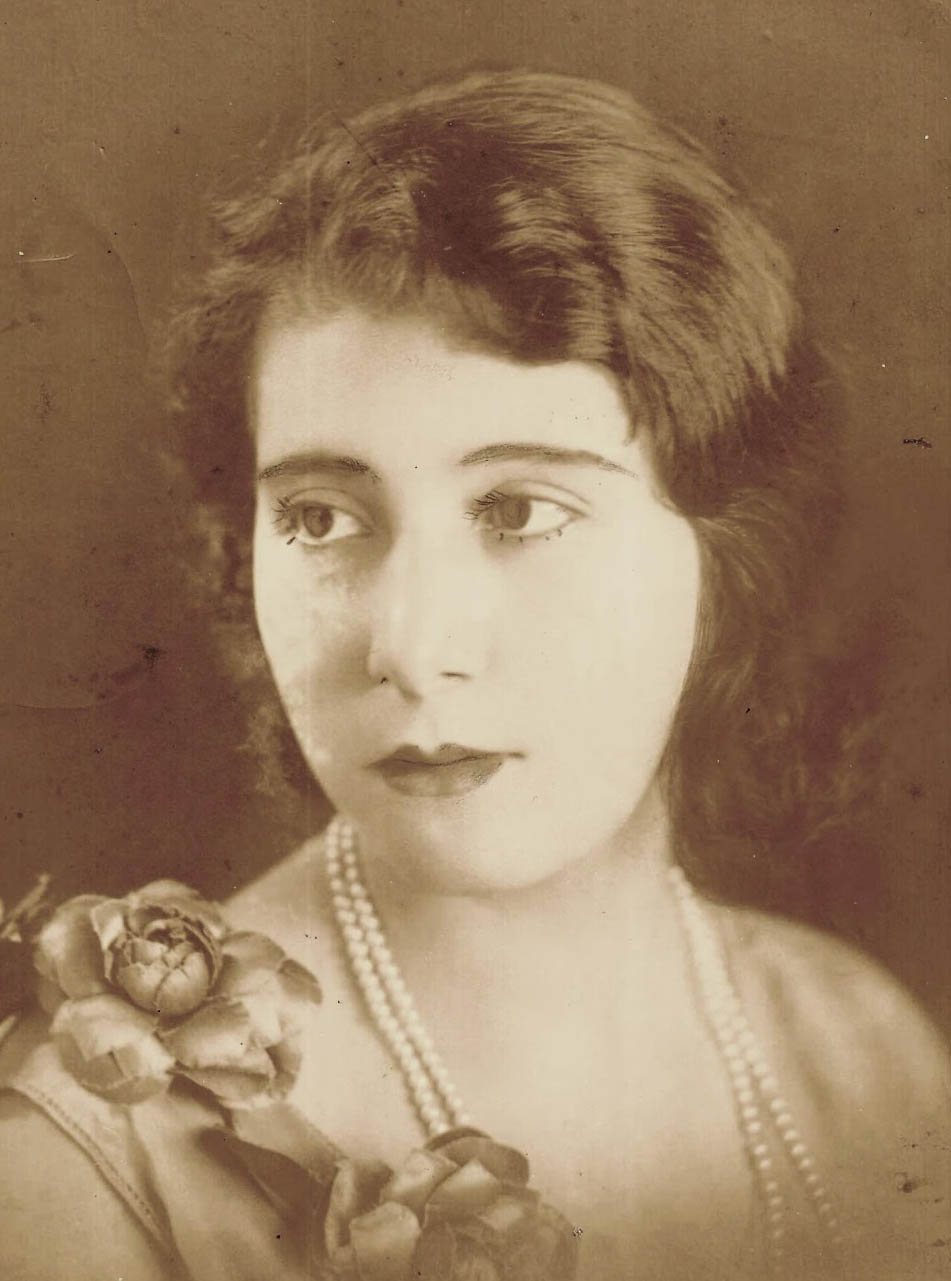
Архентина Диас Лосано в 1932 году

Первой женщиной, выпустившей поэтический сборник в Гондурасе, была Клементина Суарес (1902—1991) в 1930 году, хотя первой национальной поэтессой считается Ана Арбису-и-Флорес, бывшая первой леди страны в середине XIX века. Ещё одной ранней гондурасской поэтессой XX века выступила Клаудия Баррера.
Первый феминистический журнал страны в 1935 году основала Пака Навас (1883—1971), которая смогла опубликовать многие свои работы, включая роман «Грязь», только в изгнании в Гватемале.
Среди писательниц, написавших первые феминистические романы Гондураса, стоит отметить Архентину Диас Лосано (1912—1999) — единственную центральноамериканскую женщину, номинированную на Нобелевскую премию по литературе за роман «Этот красный год» (1973).

## Литература XX века

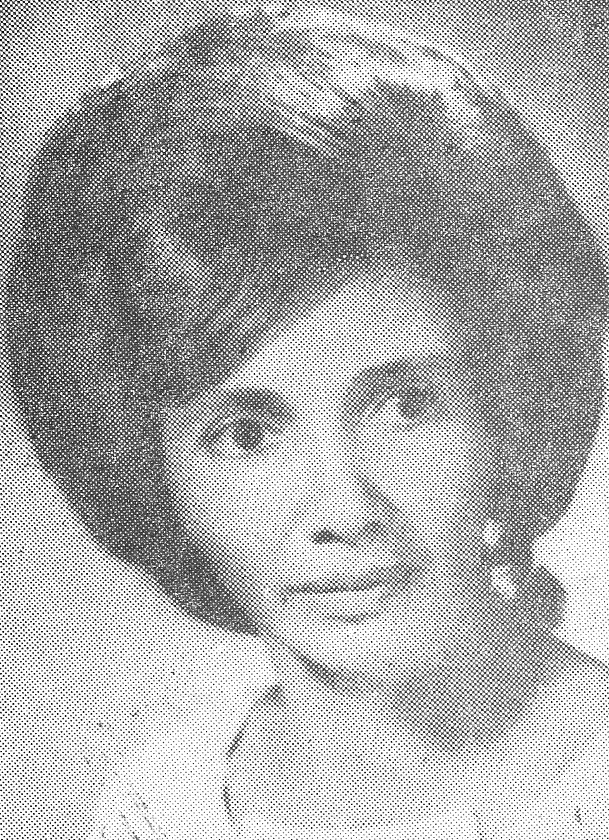
Анхела Валье

Другими значимыми писателями двадцатого столетия в гондурасской литературе являются упомянутая Люсила Хамеро, продолжавшая писать в стиле позднего романтизма; Артуро Мартинес-Галиндо, предтеча гондурасской авангардной литературы; поэт, писатель и президент Гондурасской академии языка Оскар Акоста; один из лидеров местных коммунистов Рамон Амайа Амадор, автор «Зелёной тюрьмы» — романа, который стал первым произведением в стиле социального реализма в гондурасской литературе.
В поэзии таких авторов, как Альфонсо Гильен Селайя, тяготение к национальной самобытности сочеталось с поисками новых выразительных средств и форм. На творчестве т. н. «поколения 1937» или «поколения '35» (многие из которых группировались вокруг журнала Алехандро Кастро «Тегусигальпа») отобразилась атмосфера диктатуры банановой республики, протест против которой придавал литературе социально-критическую направленность. Многие литераторы были вынуждены жить в эмиграции. Помимо Клементины Суарес и Архентины Диас Лосано, к этому поколению принадлежали Даниель Лаинес, Хакобо Каркамо, Константино Суаснавар, Матиас Фунес, Артуро Мехия Ньето, Энрике Гомес, Карлос Исагирре, Оскар Флорес, Мигель Ортега.

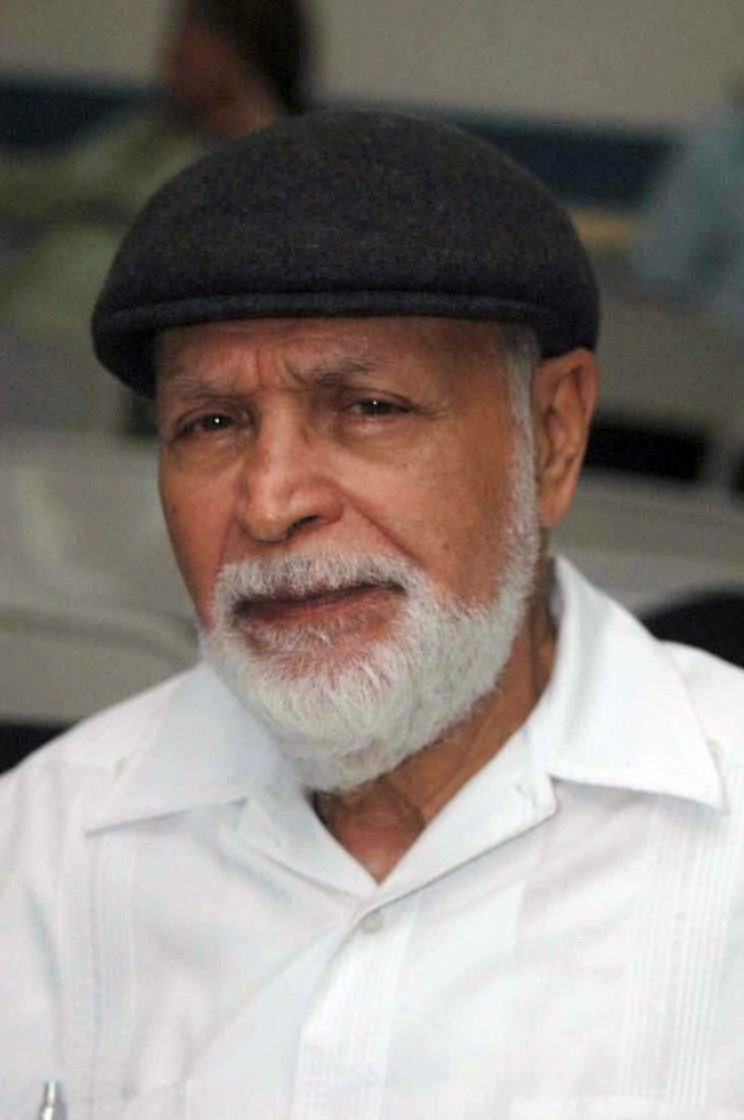
Роберто Соса

Затем последовало «поколение '50» или «авангардное поколение», «основатели новой литературы». Такие события, как всеобщая забастовка 1954 года, украпили их тяготение к социальному реализму. На следующую генерацию повлияла уже Футбольная война 1969 года: Эдуардо Бар (род. 1940), Хулио Эското (род. 1944), Ригоберто Паредес (род. 1948). Другими ведущими прозаиками Гондураса конца XX века были Маркос Кариас Рейес, Халель Карденас, Роберто Кастильо и Эрнесто Бонди Рейес. Известным гондурасским поэтом, умершим в 2011 году, был Роберто Соса.